# Coelioxys laevicollis
Coelioxys laevicollis är en biart som beskrevs av Heinrich Friese 1922. Coelioxys laevicollis ingår i släktet kägelbin, och familjen buksamlarbin. Inga underarter finns listade i Catalogue of Life.